# Epidendrum difforme
Epidendrum difforme ("Hình thái khác của chi Epidendrum") là một loài phong lan thuộc chi Epidendrum. Năm 1861, Müller phân loài này trong phân mục Umbellata thuộc mục Planifolia phân chi Euepidendrum Lindl. của chi Epidendrum.
Số nhiễm sắc thể lưỡng bội của E. difforme được xác định là 2n = 40 và 2n = 39.

## Hình ảnh

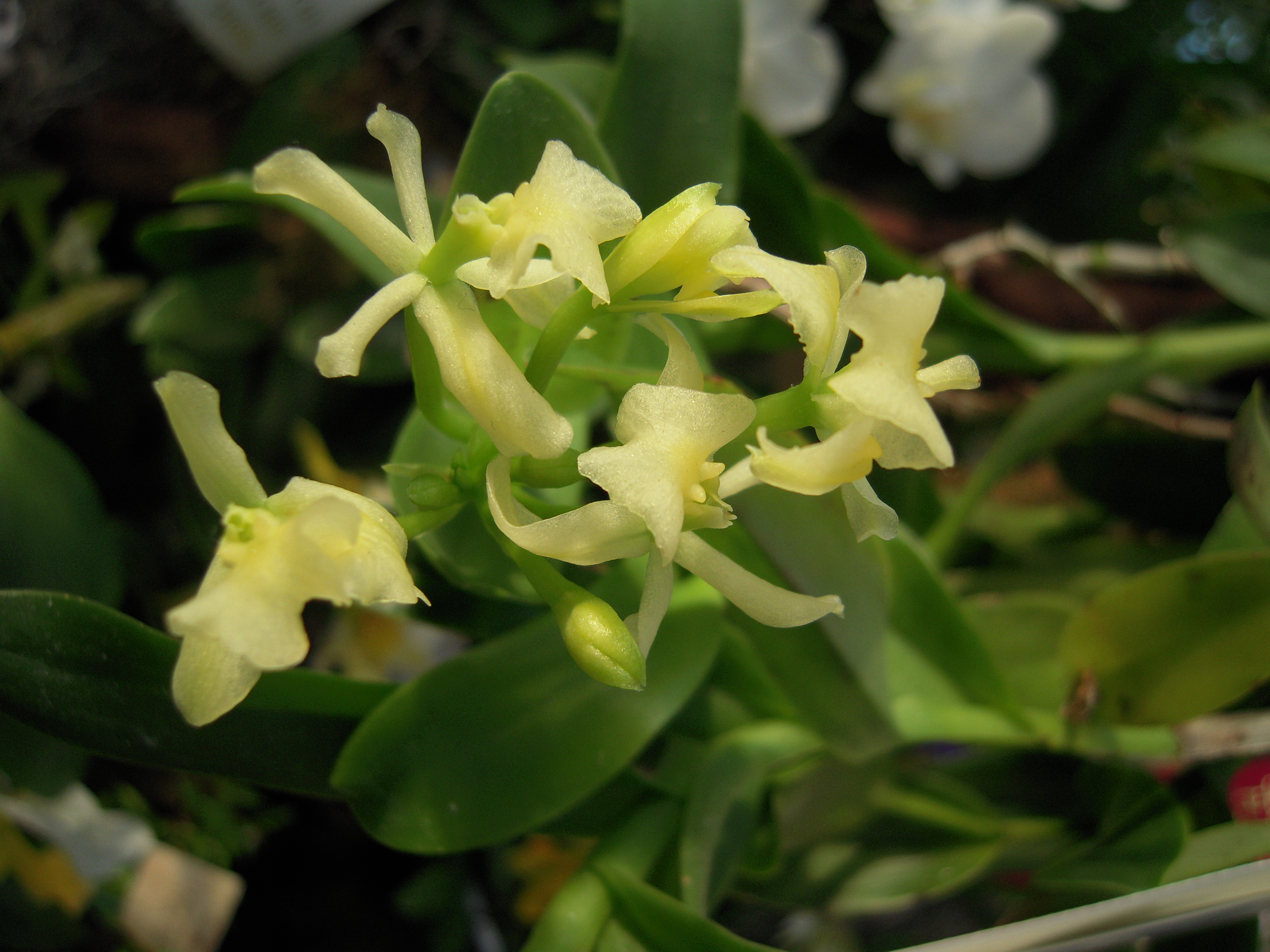
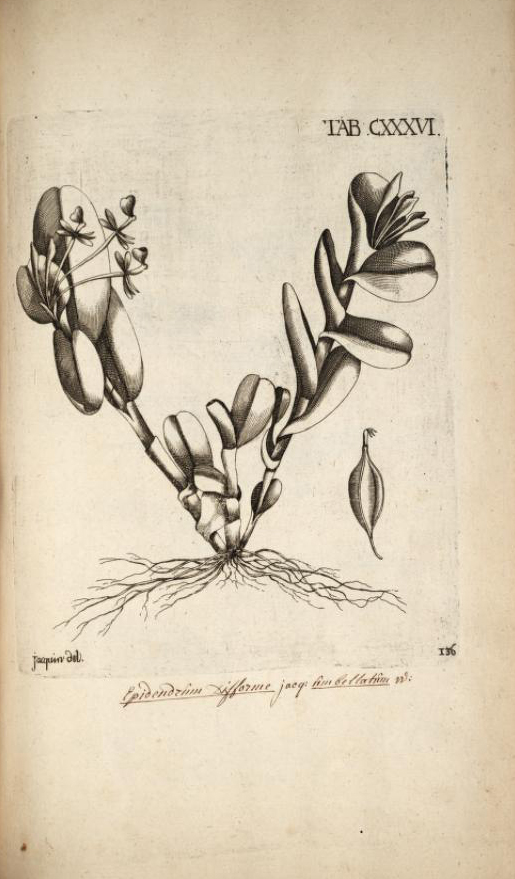